# Julius Sommer
Julius Sommer (ur. 9 lipca 1871 w Reutlingen, zm. 16 sierpnia 1943 w Gdańsku) – wykładowca, profesor zwyczajny matematyki. Rektor Politechniki Gdańskiej w latach 1924–1925.

## Życiorys
Absolwent studiów matematycznych na Politechnice Stuttgarckiej i na Uniwersytecie Eberharda Karola w Tybindze.
Od 1897 roku asystent, od 1899 – prywatny docent na uniwersytecie w Getyndze. Od roku 1901 – profesor na Akademii Rolniczej w Bonn-Poppelsdorf, równocześnie prywatny docent na Uniwersytecie Bońskim. W 1904 roku rozpoczął pracę na Politechnice Gdańskiej. W 1937 przeszedł na emeryturę.